# Jürgen Locadia
Jürgen Leonardo Locadia (Emmen, 7 de noviembre de 1993) es un futbolista neerlandés que juega como delantero en el Club de Fútbol Intercity de la Segunda Federación.

## Trayectoria
La familia de Jürgen Locadia es originaria de Curazao y él es nacido en Emmen, Países Bajos. Comenzó a jugar al fútbol a una edad temprana, al unirse a su primer club VV Bargeres a la edad de 5 años.
Fue descubierto por el equipo local FC Emmen y progresó a través de sus filas, disfrutando de una llamada a filas de la selección de los Países Bajos sub-15. De allí fue descubierto por el Willem II, quien aceptó un acuerdo que él y toda su familia se mudan a la ciudad de Tilburg.
Después de tan solo 12 meses, con Willem II, los clubes grandes de los Países Bajos vinieron llamando y el PSV Eindhoven lo fichó a la edad de 16 años. Su progreso continuó, y justo antes de su cumplir su 18 cumpleaños en la temporada 2011-12, debutó con el primer equipo del PSV Eindhoven en un partido de la Copa de los Países Bajos y anotó un gol en el triunfo por 8-0 de su equipo. 
Cuando llegó a los 18 años de edad, firmó su primer contrato profesional y fue ascendido al primer equipo de Dick Advocaat. Con el conjunto de Eindhoven, en el que permaneció hasta enero de 2018, se proclamó en dos ocasiones campeón de la Eredivisie.
En el mercado invernal de la temporada 2017-18, el Brighton & Hove Albion de la Premier League anunció el fichaje del jugador neerlandés por 17 millones de euros, convirtiéndose en el jugador más caro en la historia del club.
Su primer partido con el Brighton & Hove Albion fue frente al Coventry City con un resultado 3-1 en la FA Cup 2017-18. Su primer partido de Premier League fue contra el Swansea City que término 4-1 en el que marcó su primer gol en la competición.
El equipo inglés lo cedió en un par de ocasiones al TSG 1899 Hoffenheim alemán y al F. C. Cincinnati de la Major League Soccer. En enero de 2022, después de esta segunda cesión, regresó a Alemania para jugar en el VfL Bochum hasta el final de la temporada.
Posteriormente decidió probar fortuna en el fútbol asiático con el Persépolis F. C. iraní y el Cangzhou Mighty Lions chino. Con este último equipo marcó 7 goles y dio 7 asistencias en 24 partidos durante el año 2023.
El 4 de marzo de 2024 firmó por la S. D. Amorebieta. Con este equipo compitió en Segunda División y en el mes de julio fichó por el C. F. Intercity.

## Clubes
| Club                         | País           | Año             | Partidos | Goles |
| ---------------------------- | -------------- | --------------- | -------- | ----- |
| PSV Eindhoven                | Países Bajos   | 2011-2018       | 176      | 62    |
| Brighton & Hove Albion F. C. | Inglaterra     | 2018-2022       | 46       | 6     |
| TSG 1899 Hoffenheim (cedido) | Alemania       | 2019-2020       | 12       | 4     |
| FC Cincinnati (cedido)       | Estados Unidos | 2020-2021       | 27       | 3     |
| VfL Bochum                   | Alemania       | 2022            | 13       | 2     |
| Persépolis F. C.             | Irán           | 2022            | 9        | 6     |
| Cangzhou Mighty Lions        | China          | 2023            | 24       | 7     |
| S. D. Amorebieta             | España         | 2024            | 3        | 0     |
| C. F. Intercity              | España         | 2024-actualidad | 25       | 10    |

### Tripletes
| 1 | 30 de septiembre de 2012 | VVV-Venlo - PSV Eindhoven  |  | 0 - 6 | Eredivisie 2012-13               |
| 2 | 27 de febrero de 2013    | PEC Zwolle - PSV Eindhoven |  | 0 - 3 | Copa de los Países Bajos 2012-13 |
| 3 | 25 de septiembre de 2013 | PSV Eindhoven - Telstar    |  | 4 - 1 | Copa de los Países Bajos 2013-14 |
| 4 | 24 de septiembre de 2017 | Utrecht - PSV Eindhoven    |  | 1 - 7 | Eredivisie 2017-18               |

## Palmarés

### Títulos nacionales
| Título                        | Club          | País         | Año  |
| ----------------------------- | ------------- | ------------ | ---- |
| Copa de los Países Bajos      | PSV Eindhoven | Países Bajos | 2012 |
| Supercopa de los Países Bajos | PSV Eindhoven | Países Bajos | 2012 |
| Eredivisie                    | PSV Eindhoven | Países Bajos | 2015 |
| Supercopa de los Países Bajos | PSV Eindhoven | Países Bajos | 2015 |
| Eredivisie                    | PSV Eindhoven | Países Bajos | 2016 |